# Trudowoje (Primorje)
Trudowoje (russisch Трудово́е) ist eine Siedlung in der Region Primorje in Russland mit 19.543 Einwohnern (Stand 1. Oktober 2021).

## Geographie
Der Ort liegt etwa 25 km Luftlinie nordöstlich des Zentrums der Regionshauptstadt Wladiwostok, zu deren Stadtkreis er auch gehört, und gut 10 km südwestlich der Großstadt Artjom. Er befindet sich am Ostufer der Uglowoi-Bucht, des nordöstlichsten Teils der Amurbucht des Japanischen Meeres, die sich westlich der Murawjow-Amurski-Halbinsel erstreckt, an deren Spitze Wladiwostok liegt. Trudowoje ist die größte und nördlichste der zum Stadtkreis gehörigen ländlichen Siedlungen. Im Nordosten grenzt es unmittelbar an den Artjomer Stadtteil Uglowoje, bis 2004 eigenständige Siedlung städtischen Typs.

## Geschichte
Die Siedlung entstand zu Beginn des 20. Jahrhunderts im Zusammenhang mit dem Kohlebergbau in der Umgebung und erhielt nach der Oktoberrevolution ihren heutigen Namen, abgeleitet von russisch trud für Arbeit. Ab 1926 gehörte sie zum neu geschaffenen Schkotowski rajon. Am 5. Februar 1943 erhielt Trudowoje den Status einer Siedlung städtischen Typs und wurde der Verwaltung des Stadtsowjets Artjom unterstellt, der 1938 mit der Verleihung des Stadtstatus an Artjom aus dem Rajon ausgegliedert worden war. Ab Ende der 1980er-Jahre (nach anderen Angaben erst 1992) gehörte sie zum Stadtsowjet Wladiwostok, dessen Territorium im Rahmen einer Verwaltungsreform 2004 in einen Stadtkreis umgewandelt wurde. Zugleich wurde Trudowoje wieder (ländliche) Siedlung, trotz seines städtischen Charakters mit vielstöckigen Plattenbauten im zentralen Teil.

### Bevölkerungsentwicklung
| Jahr | Einwohner |
| ---- | --------- |
| 1939 | 7.960     |
| 1959 | 10.206    |
| 1970 | 12.822    |
| 1979 | 12.818    |
| 1989 | 17.278    |
| 2002 | 18.935    |
| 2010 | 18.522    |
| 2021 | 19.543    |

Anmerkung: Volkszählungsdaten

## Verkehr
In Trudowoje liegt die Station Ugolnaja der auf diesem Abschnitt 1897 eröffneten und seit 1962 elektrifizierten Transsibirischen Eisenbahn (Streckenkilometer 9255 ab Moskau, 34 km vor dem Endbahnhof Wladiwostok). Nördlich der Station beginnt die Zweigstrecke über Artjom nach Nachodka.
Durch die Siedlung führt die ursprüngliche Trasse der föderalen Fernstraße A370 Ussuri (ehemals M60) von Chabarowsk nach Wladiwostok. Östlich des Ortes verläuft eine neue, autobahnartig ausgebaute Umgehungsstraße. Nördlich von Trudowoje, bei Uglowoje, zweigen die Regionalstraße nach Nachodka (ehemals A188) und die Zufahrt zum Flughafen Wladiwostok-Knewitschi ab.